# Giuseppe Maria Racagni
Giuseppe Maria Racagni, né le 6 janvier 1741 à Torrazza Coste près de Voghera dans la province de Pavie et mort à Milan le 5 mars 1822 à Milan, est un religieux, professeur et physicien italien.

## Biographie
Giuseppe Maria Racagni entre en 1768 au collège des barnabites de Monza, ressentant dès son jeune âge une vocation pour l’état ecclésiastique. Il étudie la théologie et s'initie aux sciences exactes auprès de P. Canterzani, un habile mathématicien. Ses progrès en physique et en mathématiques lui permettent de les enseigner, alors qu'il est encore très jeune, au collège barnabite Sant'Alessandro de Milan. L'abbé Paolo Frisi, professeur de mathématiques supérieures, le propose pour occuper sa chaire pendant ses voyages. Il est par ailleurs nommé professeur ordinaire de physique dans les écoles de Brera. Racagni professe pendant trente ans avec zèle et succès. Le cabinet de physique de Bréra se trouve riche d’instruments par ses soins.
En 1790, il fait des voyages à Vienne, en Hongrie et à Naples, pour rencontrer les meilleurs physiciens de ces pays ; il est estimé par des personnages illustres, tels que le cardinal Franziskus von Paula Herzan von Harras, le comte Esterhazy, le chevalier Hamilton, et surtout Carlo Giuseppe di Firmian. Racagni est nommé en 1801 l’un des quarante de la société italienne, et en 1812, membre de l’Institut italien. Religieux et tolérant.
Il meurt le 5 mars 1822. Il lègue un prix annuel de deux mille francs pour celui des élèves en sciences physiques qui s’y distingue le plus.

## Ouvrages
Sa Théorie des fluides, imprimée en 1779, traite des fluides en général, et en particulier de l’eau, de l’air, de l’électricité, etc.
En 1807, il publie à Milan un mémoire sur les translations, où il examine les différentes formules proposées par Gaspard de Prony, Vittorio Fossombroni et Étienne Bézout. Un autre de ses mémoires est inséré dans les Actes de la société italienne (t. 18, p. 139) dans lequel il parle de quelques conducteurs électriques frappés par la foudre ; sans contester l’efficacité des paratonnerres, il donne la raison pour laquelle ils ne remplissent pas toujours leur destination. Dans un mémoire sur les propriétés des nombres, il entreprend de généraliser la théorie de Kramp.
Il fit des expériences avec le Professeur Pino, son collègue, sur le bélier hydraulique, dont il chercha, l'un des premiers à expliquer les singuliers phénomènes.
Le cinquième volume des Mémoires de l’institut du royaume lombard-vénitien (Milan, 1838, in-4°) contient un mémoire posthume de Racagni sur les systèmes de Franklin et de Symmer concernant l’électricité titré Sopra i sistemi, etc. .
- Sopra i trasporti, édité par S. n. t., Milano, 1807[2].